# 苏巴修山

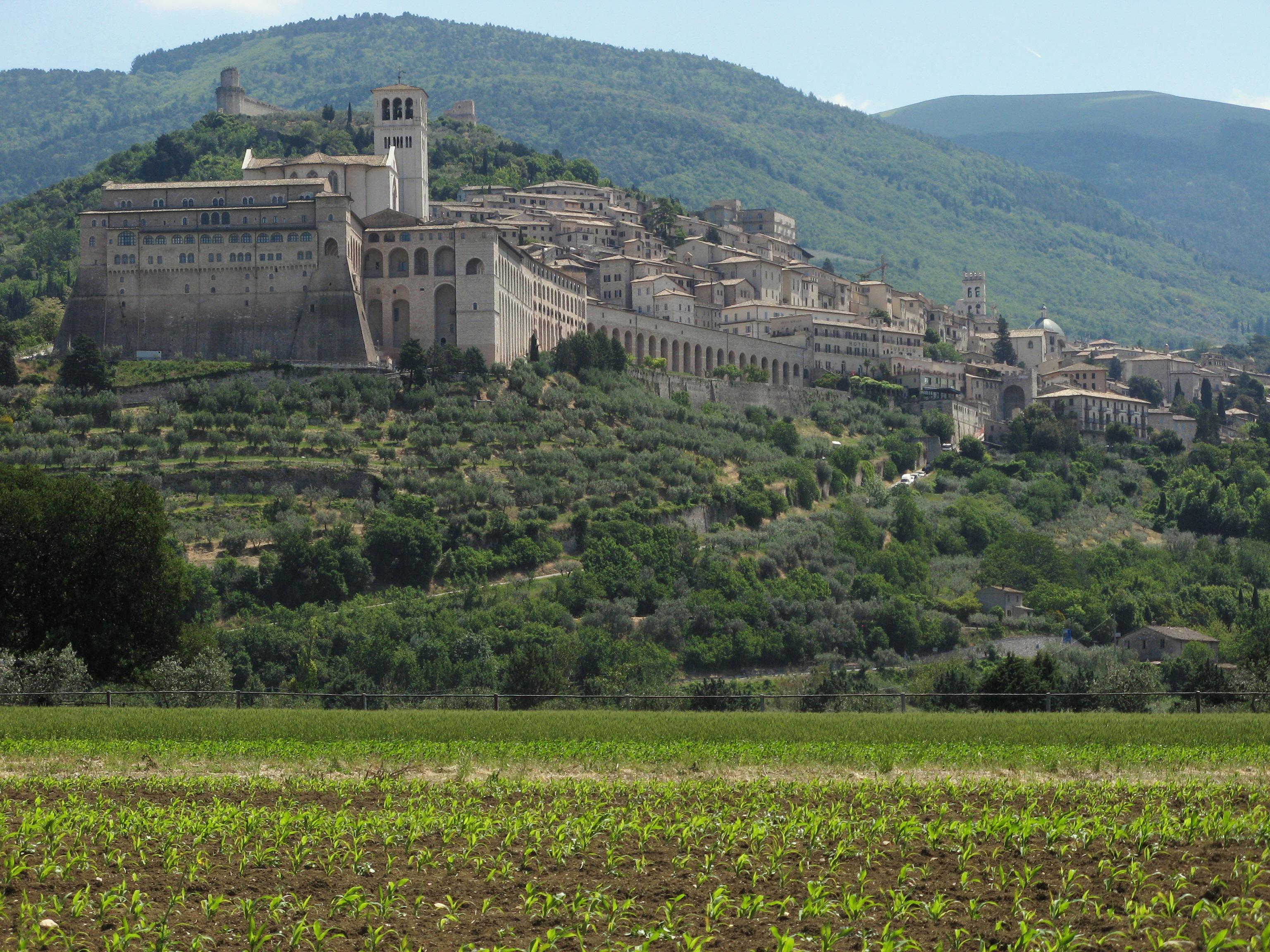
苏巴修山和阿西西

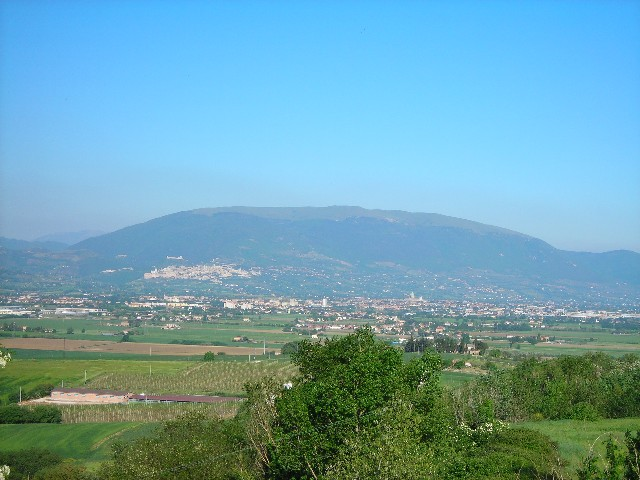
全景

苏巴修山（Mount Subasio，43°3′N 12°40.5′E / 43.050°N 12.6750°E）是亚平宁山脉中的一座山，海拔大约1290米。位于意大利中部翁布里亚大区阿西西城。山上粉红色的石头被用于阿西西城许多列为世界遗产的方济各会建筑。苏巴修山公园（Parco del Monte Subasio）是一个巨大的天然公园，可以研究意大利中部的天然动植物。